# Dexter Gordon
Dexter Gordon, född 27 februari 1923 i Los Angeles, Kalifornien, död 25 april 1990 i Philadelphia, Pennsylvania, var en amerikansk tenorsaxofonist inom jazzens värld. Gordon räknas som en av de bästa tenorsaxofonisterna genom tiderna och en av de absolut största musikerna inom Bebop. Dexter var king of cool och en estet av rang. Han är en av de mest produktiva skivartisterna genom tiderna, till dags dato finns Dexter Gordons musik på över 110 olika och unika skivor.
Han spelade med många stora jazzstjärnor under sin karriär, bland dem Lionel Hampton, Louis Armstrong, Miles Davis, Charlie Parker och Sarah Vaughan.

## Utmärkelser och priser
Dexter mottog otaliga priser under sin långa och jazztrogna karriär; Grammy, Down Beat, mottagare av franska Hederslegionen, utnämnandet av en "Dexter Gordon day" i Los Angeles, samt hedersmedborgare i Italien är några av dessa utmärkelser. År 1986 Oscarnominerades han i kategorin Bästa manliga huvudroll för sitt porträtt av jazzsaxofonisten Dale Turner i filmen Round Midnight Kring midnatt.

## Karriär i Europa
I början av sextiotalet fick Gordon engagemang först i England, sedan i Europa, där han blev kvar 14 år. Gordon spelade med utvandrade amerikanska kollegor, som Bud Powell, Ben Webster, Freddie Hubbard, Bobby Hutcherson, Kenny Drew, Horace Parlan och Billy Higgins. Samarbetet med Kenny Drew kom att bli ett av de klassiska samspelen mellan en blåsare och en pianist, liknande det mellan Miles Davis och Red Garland, eller mellan John Coltrane och McCoy Tyner
Gordon fann att Europa på sextiotalet var en bättre plats att leva på än USA. Han upplevde mindre rasism och större uppskattning för jazzmusiker. Han uttalade också under sina besök i hemlandet att han stördes av de politiska och sociala strömningarna.

## Uppväxt och familj
Dexter Gordons far var Frank Gordon, en av Los Angeles första svarta läkare. Gordons morfar hette Edward "Captain" Baker och var en av fem afroamerikanska mottagare av en tapperhetsmedalj i det Spansk-amerikanska kriget. Dexter Gordons mor hette Gwendolyn Baker och härstammade från Madagaskar.
Miles Davis bodde med Gordon och hans mor under fyra tuffa ungdomsår i Watts, Los Angeles. Davis hade inte någon trygghet i sin familjesituation och tydde sig till Gordon, till slut bad Gwendolyn Baker Miles att flytta in i familjen Gordons lilla hem.
Dexter Gordon lämnade fem barn efter sig vid sin död 1990: Robin Gordon, Dee Dee Gordon, Mikael Gordon-Solfors, Benjie Gordon och Morten Gordon. Han var även gudfar till Lars Ulrich.

## Diskografi
- 1945 – Dexter Rides Again (Savoy Records)
- 1947 – The Hunt med Wardell Gray (Savoy Records)
- 1947 – The Chase med Wardell Gray
- 1947 – The Duel med Teddy Edwards (Dial Records)
- 1955 – Daddy Plays the Horn (Bethlehem)
- 1955 – Dexter Blows Hot and Cool (Boblicity Records)
- 1960 – The Resurgence of Dexter Gordon (Riverside)
- 1961 – Doin' Allright (Blue Note)
- 1961 – Dexter Calling... (Blue Note)
- 1962 – Go! (Blue Note)
- 1962 – A Swingin' Affair (Blue Note)
- 1963 – Our Man in Paris med Bud Powell (Blue Note)
- 1964 – One Flight Up (Blue Note)
- 1964 – King Neptune
- 1965 – Clubhouse (Blue Note)
- 1965 – Gettin' Around (Blue Note)
- 1967 – The Squirrel: Live at Montmartre
- 1969 – Tower of Power med James Moody
- 1969 – More Power
- 1970 – The Panther med Tommy Flanagan och Alan Dawson (Prestige)
- 1970 – The Chase med Gene Ammons (Prestige)
- 1970 – The Jumpin' Blues med Wynton Kelly
- 1972 – Tangerine hard bop med Freddie Hubbard med flera (Prestige)
- 1972 – Ca' purange med Thad Jones, Hank Jones, Stanley Clarke och Louis Hayes
- 1972 – Generation med Freddie Hubbard, Cedar Walton med flera (Prestige)
- 1974 – The Apartment (SteepleChase)
- 1975 – Something Different (SteepleChase)
- 1975 – Bouncin' with Dex (SteepleChase)
- 1976 – Homecoming: Live at the Village Vanguard
- 1976 – True Blue med Al Cohn (Xanadu Records)
- 1976 – Silver Blue med Al Cohn (Xanadu Records)
- 1976 – Biting the Apple (SteepleChase)
- 1977 – Sophisticated Giant, elvamannastorband med bland annat Woody Shaw, Slide Hampton, Bobby Hutcherson (Columbia)
- 1978 – Manhattan Symphonie med Rufus Reid, Eddie Gladden och George Cables (Columbia)
- 1980 – Gotham City (Columbia)
- 1982 – American Classic med Grover Washington Jr. och Shirley Scott (Elektra Entertainment)
- 1986 – Round Midnight (Columbia)
- 1986 – The Other Side of Round Midnight (Blue Note)
- 1998 – Live at Carnegie Hall, inspelat 1978 (Columbia)
- 2002 – The Rainbow People med Benny Bailey (Steeplechase)